# شين بيركنز
شين بيركنز (بالإنجليزية: Shane Perkins) مواليد 30 ديسمبر 1986 في ملبورن، هو دراج أسترالي في صنف سباق الدراجات على المضمار. شارك في دورة الألعاب الأولمبية الصيفية وفاز بميدالية أولمبية.

## الميداليات
| الميدالية | المسابقة                       |
| --------- | ------------------------------ |
| برونزية   | الألعاب الأولمبية الصيفية 2012 |
| ذهبية     | دورة ألعاب الكومنولث 2010      |
| برونزية   | دورة ألعاب الكومنولث 2006      |
| برونزية   | دورة ألعاب الكومنولث 2014      |

## وصلات خارجية
- الموقع الرسمي

## روابط خارجية
- شين بيركنز على موقع الاتحاد الدولي للدراجات (الإنجليزية)
- شين بيركنز على موقع أرشيف الدراجات (الإنجليزية)
- شين بيركنز على موقع CycleBase (الإنجليزية)
- شين بيركنز على موقع اللجنة الأولمبية الدولية (الإنجليزية)
- شين بيركنز على موقع أوليمبيديا (الإنجليزية)
- شين بيركنز على موقع اللجنة الأولمبية الأسترالية (الإنجليزية)
- شين بيركنز على موقع اتحاد ألعاب الكومنولث (مؤرشف) (الإنجليزية)
- شين بيركنز على موقع اتحاد ألعاب الكومنولث (مؤرشف) (الإنجليزية)
- شين بيركنز على موقع دورة ألعاب الكومنولث 2006 (مؤرشف) (الإنجليزية)